# مطر هاطل في ليلة ربيعية
رواية "مطر هاطل في ليلة ربيعية" (بالصينية: 春夜大雨) هي عمل أدبي للكاتب الصيني مو يان، أحد أبرز الأدباء المعاصرين الحاصلين على جائزة نوبل في الأدب عام 2012. نشرت الرواية لأول مرة عام 1981، وتُعد من الأعمال التي تعكس الحياة الريفية في الصين خلال فترة الثورة الثقافية.
تتميز الرواية بأسلوب أدبي يمزج بين الواقعية السحرية والواقع الاجتماعي، حيث يقدم مو يان تصويرًا دقيقًا لمعاناة الفلاحين وتأثير السياسات الحكومية على مجتمعهم، مع التركيز على موضوعات القمع، والظلم الاجتماعي، والفساد الإداري. كما تسلط الرواية الضوء على التحديات اليومية التي يواجهها الأفراد في ظل الظروف السياسية والاجتماعية المضطربة.
تُعد "مطر هاطل في ليلة ربيعية" واحدة من الأعمال التي ساهمت في بناء سمعة مو يان الأدبية على الصعيدين الوطني والدولي، وقد ترجمت إلى عدة لغات، مما أسهم في نشر الأدب الصيني الحديث عالميًا.
تُعتبر الرواية إضافة مهمة إلى الأدب الصيني المعاصر، إذ تقدم منظورًا إنسانيًا عميقًا حول العلاقة بين الفرد والسلطة، وتوثق تجربة فريدة لفترة حرجة من التاريخ الصيني الحديث.
رواية "مطر هاطل في ليلة ربيعية" لمو يان تتميز بعدد محدود من الشخصيات الرئيسية التي تعكس الحياة الريفية البسيطة، وكذلك ببنية فصول توزّع السرد لتسليط الضوء على تطورات الأحداث والظروف الاجتماعية والسياسية. فيما يلي تفصيل مبسط للشخصيات والفصول بأسلوب موسوعي:

## الشخصيات الرئيسية:
- ليو تشانغ: الشخصية المحورية في الرواية، فلاح بسيط يعاني من ضغوط الحياة في القرية في ظل الثورة الثقافية، يعبر عن آلام الناس وصراعاتهم اليومية.
- ماو هوا: زوجة ليو تشانغ، تمثل المرأة الريفية التي تتحمل المسؤوليات الأسرية وسط الظروف الصعبة.
- الزعيم المحلي: شخصية رمزية تمثل السلطة المحلية، تعكس الفساد والظلم الذي يعيشه الفلاحون.
- الجيران وأفراد القرية: يظهرون كجزء من المجتمع الريفي الذي يشترك في المصاعب والتحديات، ويوفرون خلفية اجتماعية للأحداث.

## الفصول:
تتكون الرواية من عدة فصول تتنقل بين وصف الأحداث اليومية في القرية، والصراعات الداخلية والخارجية التي تواجه الشخصيات، مع تسليط الضوء على فترة المطر الهطل التي ترمز إلى الحزن والضيق، وفي الوقت نفسه تحمل أملًا بالتحول والتغيير.
1.الفصل الأول: تقديم القرية وشخصياتها، مع وصف للحياة اليومية والأجواء الاجتماعية في بداية الرواية.
2.الفصل الثاني: تصاعد التوترات بين الفلاحين والسلطات المحلية، مع بداية ظهور الصراعات الحادة.
3.الفصل الثالث: تفاصيل أزمة محددة تعصف بالقرية بسبب سياسات الدولة، وتأثيرها على العائلات.
4.الفصل الرابع: تصوير الأزمات الشخصية التي تمر بها ليو تشانغ وعائلته، وتفاعل المجتمع معها.
5.الفصل الخامس: ذروة الأحداث، حيث تتداخل الصراعات الداخلية مع الأحداث السياسية، ويبدأ المطر بالهطول كثيمة رمزية.
6.الفصل السادس: خاتمة الرواية، التي تقدم انعكاسًا على ما حدث، مع لمحات من الأمل والتجدد رغم الألم.